# Bolu Belediye Spor Kulübü 2022-2023
Questa voce raccoglie le informazioni riguardanti il Bolu Belediye Spor Kulübü nelle competizioni ufficiali della stagione 2022-2023.

## Stagione
Il Bolu Belediye Spor Kulübü non utilizza alcuna denominazione sponsorizzata nella stagione 2022-23.
Partecipa al suo secondo campionato di Sultanlar Ligi, classificandosi al tredicesimo posto, finendo quindi per retrocedere in Voleybol 1. Ligi. In Coppa di Turchia invece non va oltre la fase a gironi.

## Organigramma societario
Area direttiva
- Presidente: Sinan Barut

Area tecnica
- Allenatore: Salih Yergin (fino a gennaio), Alper Erdoğuş (da gennaio)
- Allenatore in seconda: Emre Karagöz
- Assistente allenatore: Ömer Koçyiğit
- Scoutman: Hakan Turan

## Rosa
| N° | Nome                | Ruolo | Data di nascita   | Nazionalità sportiva |
| -- | ------------------- | ----- | ----------------- | -------------------- |
| 3  | Hilal Kocakara      | P     | 1º gennaio 2002   | Turchia              |
| 5  | Elif Uzun           | S     | 1º aprile 1991    | Turchia              |
| 6  | TeTori Dixon        | C     | 4 agosto 1992     | Stati Uniti          |
| 7  | Gizem Düzeltir      | L     | 15 aprile 1996    | Turchia              |
| 8  | Sarah Cruz          | S     | 8 marzo 1998      | Rep. Ceca            |
| 9  | Elisa Köse          | S     | 20 marzo 2002     | Turchia              |
| 10 | Buket Yılmaz        | S     | 19 gennaio 1994   | Turchia              |
| 11 | Bohdana Anisova     | S     | 16 marzo 1992     | Ucraina              |
| 13 | Seher Aksoy         | C     | 13 marzo 2003     | Turchia              |
| 14 | Selin Navruz        | L     | 22 aprile 1997    | Turchia              |
| 15 | Cansu Aydınoğulları | P     | 18 febbraio 1992  | Turchia              |
| 16 | Nadija Kodola       | S     | 29 settembre 1988 | Ucraina              |
| 17 | Ceren Kestirengöz   | O     | 19 luglio 1993    | Turchia              |
| 18 | Kübra Kegan         | P     | 18 luglio 1995    | Turchia              |
| 19 | Hande Korkut        | C     | 28 ottobre 1990   | Turchia              |
| 87 | Ece Kozdere         | C     | 30 giugno 1997    | Turchia              |
| 98 | Heidy Casanova      | O     | 6 gennaio 1998    | Cuba                 |

## Statistiche

### Statistiche di squadra
| Competizione     | Punti | In casa | In casa | In casa | In trasferta | In trasferta | In trasferta | Totale | Totale | Totale |
| Competizione     | Punti | G       | V       | P       | G            | V            | P            | G      | V      | P      |
| ---------------- | ----- | ------- | ------- | ------- | ------------ | ------------ | ------------ | ------ | ------ | ------ |
| Sultanlar Ligi   | 13    | 13      | 2       | 11      | 13           | 2            | 11           | 26     | 4      | 22     |
| Coppa di Turchia | 3     | 0       | 0       | 0       | 0            | 0            | 0            | 3      | 1      | 2      |
| Totale           | -     | 13      | 2       | 11      | 13           | 2            | 11           | 29     | 5      | 24     |

G = partite giocate; V = partite vinte; P = partite perse

### Statistiche dei giocatori
| Giocatore        | Campionato | Campionato | Campionato | Campionato | Campionato | Coppa di Turchia | Coppa di Turchia | Coppa di Turchia | Coppa di Turchia | Coppa di Turchia | Totale | Totale | Totale | Totale | Totale |
| Giocatore        | P          | PT         | AV         | MV         | BV         | P                | PT               | AV               | MV               | BV               | P      | PT     | AV     | MV     | BV     |
| ---------------- | ---------- | ---------- | ---------- | ---------- | ---------- | ---------------- | ---------------- | ---------------- | ---------------- | ---------------- | ------ | ------ | ------ | ------ | ------ |
| S. Aksoy         | 16         | 27         | 15         | 7          | 5          | 3                | 6                | 1                | 3                | 2                | 19     | 33     | 16     | 10     | 7      |
| B. Anisova       | 6          | 63         | 51         | 8          | 4          | 3                | 20               | 19               | 1                | 0                | 9      | 83     | 70     | 9      | 4      |
| C. Aydınoğulları | 22         | 58         | 28         | 17         | 13         | -                | -                | -                | -                | -                | 22     | 58     | 28     | 17     | 13     |
| H. Casanova      | 10         | 137        | 123        | 7          | 7          | -                | -                | -                | -                | -                | 10     | 137    | 123    | 7      | 7      |
| S. Cruz          | 7          | 16         | 16         | 0          | 0          | -                | -                | -                | -                | -                | 7      | 16     | 16     | 0      | 0      |
| T. Dixon         | 26         | 216        | 156        | 37         | 23         | 3                | 20               | 10               | 8                | 2                | 29     | 236    | 166    | 45     | 25     |
| G. Düzeltir      | 24         | 0          | 0          | 0          | 0          | 3                | 0                | 0                | 0                | 0                | 27     | 0      | 0      | 0      | 0      |
| K. Kegan         | 4          | 3          | 3          | 0          | 0          | 3                | 1                | 1                | 0                | 0                | 7      | 4      | 4      | 0      | 0      |
| C. Kestirengöz   | 11         | 183        | 148        | 20         | 15         | 3                | 32               | 30               | 2                | 0                | 14     | 215    | 178    | 22     | 15     |
| H. Kocakara      | 23         | 22         | 13         | 6          | 3          | 2                | 3                | 2                | 1                | 0                | 25     | 25     | 15     | 7      | 3      |
| N. Kodola        | 26         | 360        | 324        | 19         | 18         | 3                | 21               | 20               | 1                | 0                | 29     | 381    | 344    | 20     | 18     |
| H. Korkut        | 12         | 56         | 33         | 16         | 7          | 3                | 11               | 5                | 2                | 4                | 15     | 67     | 38     | 18     | 11     |
| E. Köse          | 25         | 118        | 95         | 15         | 8          | 2                | 2                | 2                | 0                | 0                | 27     | 120    | 97     | 15     | 8      |
| E. Kozdere       | 17         | 43         | 20         | 15         | 8          | 2                | 2                | 1                | 0                | 1                | 19     | 45     | 21     | 15     | 9      |
| S. Navruz        | 19         | 0          | 0          | 0          | 0          | 3                | 0                | 0                | 0                | 0                | 22     | 0      | 0      | 0      | 0      |
| E. Uzun          | 5          | 3          | 3          | 0          | 0          | 2                | 5                | 5                | 0                | 0                | 7      | 8      | 8      | 0      | 0      |
| B. Yılmaz        | 23         | 50         | 37         | 6          | 7          | 3                | 0                | 0                | 0                | 0                | 26     | 50     | 37     | 6      | 7      |

P = presenze; PT = punti totali; AV = attacchi vincenti; MV = muri vincenti; BV = battute vincenti